# Perfect Day
Perfect Day är ett studioalbum av den tyska musikgruppen Cascada. Det gavs ut den 3 december 2007 och innehåller 16 låtar.

## Låtlista
| Nr  | Titel                                         | Längd |
| --- | --------------------------------------------- | ----- |
| 1.  | What Hurts the Most (Radio Mix)               | 3:39  |
| 2.  | Runaway                                       | 3:30  |
| 3.  | Who Do You Think You Are?                     | 3:22  |
| 4.  | Because the Night                             | 3:26  |
| 5.  | I Will Believe It                             | 2:54  |
| 6.  | Perfect Day                                   | 3:42  |
| 7.  | What Do You Want from Me?                     | 2:47  |
| 8.  | Sk8er Boi                                     | 3:20  |
| 9.  | Could It Be You?                              | 3:44  |
| 10. | He's All That                                 | 3:06  |
| 11. | Just Like a Pill                              | 3:22  |
| 12. | Endless Summer                                | 3:24  |
| 13. | What Hurts the Most (Yanou's Candlelight Mix) | 3:53  |
| 14. | Dream on Dreamer                              | 3:04  |
| 15. | Faded                                         | 2:49  |
| 16. | Holiday                                       | 3:16  |

## Listplaceringar
| Lista     | Topplacering |
| --------- | ------------ |
| Frankrike | 17           |
| Schweiz   | 81           |
| Österrike | 16           |